# Sofja Sergejewna Trubezkaja

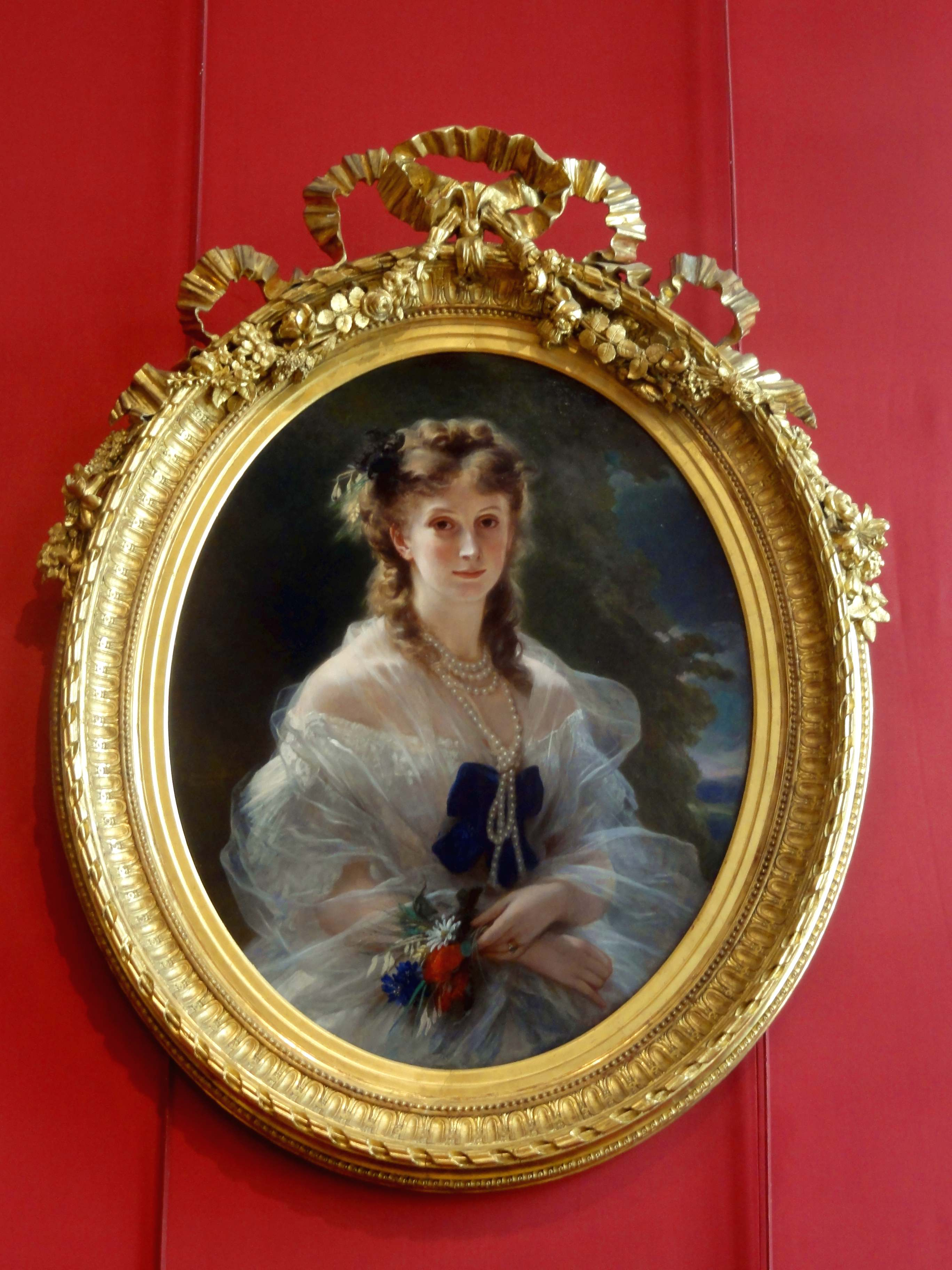
Sofja Sergejewna Trubezkaja (F. Winterhalter, 1863, Musée du Second Empire)

Sofja Sergejewna Trubezkaja (russisch Софья Сергеевна Трубецкая; * 13. Märzjul. / 25. März 1838greg. in St. Petersburg; † 27. Juli 1898 in Madrid) war eine russisch-französische Aristokratin und Politikerin.

## Leben
Trubezkajas Vater war Fürst Sergei Wassiljewitsch Trubezkoi, der auf Drängen Nikolaus I. dessen Favoritin Jekaterina Petrowna Mussina-Puschkina (1816–1897) 1838 geheiratet hatte. Kurz nach Trubezkajas Geburt trennten sich die Eltern. Sergei Trubezkoi ging in den Kaukasus. Jekaterina Mussina-Puschkina ließ sich mit der Tochter in Paris nieder. Trubezkaja kam 1848 in ein französisches Pensionat. Mathilde Bonaparte wollte Trubezkaja adoptieren und bat Nikolaus I. um Genehmigung, der jedoch die Entscheidung Trubezkaja überließ. Trubezkaja kehrte nun als Schützling Nikolaus I. nach St. Petersburg zurück und wurde 1852 in das Jekaterina-Institut aufgenommen. Nach dem Abschluss am Jekaterina-Institut 1855, der mit dem Tod Nikolaus I. zusammenfiel, ernannte die Kaiserinwitwe Alexandra Fjodorowna Trubezkaja nicht zur Hofdame.
Trubezkaja kam nun in die Obhut ihrer Tanten Fürstin Marija Wassiljewna Woronzowa und Gräfin S. W. Riboper, die darüber nicht erfreut waren. Als während der Krönung Alexanders II. der französische Gesandte Charles de Morny, Halbbruder Napoleons III., ihr einen Heiratsantrag machte, nahm Trubezkaja ihn im Hinblick auf ihre unsichere Lage an. Nach der Hochzeit im Januar 1857 in St. Petersburg reiste das Paar im Frühjahr nach Paris und wohnte im Hôtel de Lassay. Nach den Geburten ihrer vier Kinder (1857–1863) begann sie zu reisen. Ihre erste Reise führte sie nach Moskau zu Konstantin Pawlowitsch Naryschkin, wo ihr Auftritt als extravagante Pariser Schönheit eine Sensation war. Sie glaubte nicht an Napoleon III. und unterstützte die Bourbonen, so dass sie nicht zu den Bällen im Palais des Tuileries ging und sich der russischen Kolonie näherte. Ihr glänzender Salon wurde von vielen russischen und polnischen Aristokraten besucht. Die Eheleute entfremdeten sich, und 1865 starb Charles de Morny.
Trubezkaja lernte den spanischen Vetter der Kaiserin Eugénie Herzog von Alburquerque José Osorio y Silva kennen, der in seiner Villa in Deauville lebte und den sie im März 1869 heiratete. Das Paar lebte abwechselnd in Paris und Madrid. Aufgrund ihrer verwandtschaftlichen Beziehungen stand sie der Königin Isabella II. nahe, die 1868 nach der Septemberrevolution nach Frankreich geflohen war und die ihr den Königlichen Marien-Louisen-Orden verlieh. 1870 stellte Trubezkaja in Spanien den ersten Weihnachtsbaum auf. Sie unterstützte mit ihrem Mann die vertriebenen spanischen Bourbonen bei ihren Bemühungen um die Rückkehr nach Spanien. Am 30. Dezember 1874 konnte Isabellas II. Sohn Alfons XII. den spanischen Thron besteigen. Trubezkaja und ihr Mann spielten nun eine wichtige Rolle am spanischen Hof, bis nach dem Tod Alfons XII. 1885 die Königinwitwe Maria Christina die Regentschaft übernahm.
Trubezkaja starb in Madrid und wurde in Paris auf dem Friedhof Père-Lachaise nicht weit vom Grab ihres ersten Mannes begraben.